# Kossou (jezero)
Kossou (francosko Lac de Kossou) je akumulacijsko jezero na reki Bandama v osrednjem delu Slonokoščene obale, ki je nastalo z zajezitvijo pri istoimenskem naselju leta 1972. Je največje jezero v državi in za jezerom Volta v Gani drugo največje umetno jezero v Zahodni Afriki.
Izgradnja jezu je bil megalomanski projekt, ki je bil namenjen zagotovitvi oskrbe z električno energijo po osamosvojitvi Slonokoščene obale. Preseljenih je bilo 75.000 ljudi, jezero pa je tudi sicer občutno prizadelo možnost tradicionalne pridelave kave in kakava. Kot alternativa za lokalno prebivalstvo se je pojavilo ribištvo, ki pa zaradi pomanjkanja znanja še ni povsem izkoriščeno. Delno ga podpirata program Združenih narodov za razvoj in Organizacija ZN za prehrano in kmetijstvo. Sama hidroelektrarna ima potencial 535 milijonov kilovatnih ur.
Jezero sčasoma postaja pomemben habitat za različne vodne in polvodne živali, med njimi velikega povodnega konja in mnogo vrst ptic. Po drugi strani se je od nastanka v okolici občutno povečala pojavnost shistosomoze, saj je Kossou življenjski prostor polžev, ki so vmesni gostitelji povzročitelja, vanj pa se je naselila tudi invazivna vodna hijacinta.